# Victor Gollancz (azienda)
Victor Gollancz Ltd è una casa editrice britannica fondata nel 1927 da Victor Gollancz (1893–1967) e specializzata in pubblicazioni di vario genere, fra cui spicca una celebre collana di narrativa di fantascienza (Gollancz Science Fiction). Fra gli autori pubblicati da Gollancz vi sono George Orwell (The Road to Wigan Pier e Down and Out in Paris and London), Daphne du Maurier (Rebecca, la prima moglie) e A. J. Cronin (La cittadella).
A partire dal 2005, è stata creata una sua divisione, la Gollancz Manga, la quale pubblica diverse opere manga, tra cui Detective Conan, Dragon Ball, Fushigi yûgi, Maison Ikkoku, One Piece e Yu-Gi-Oh!.